# Elisa Ferreira

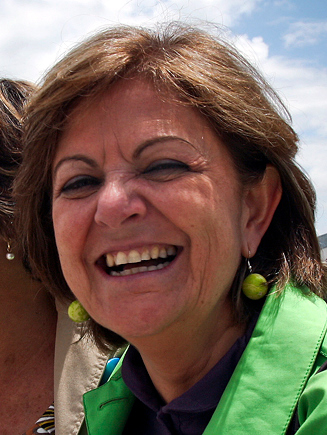
Elisa Ferreira (2009)

Elisa Ferreira este un om politic portughez, membru al Parlamentului European în perioada 2004-2009 din partea Portugaliei.
1. ↑  The Commissioners | 2019-2024 (în engleză), accesat în 21 august 2021
2. ↑   https://www.europarl.europa.eu/meps/en/28308/ELISA_FERREIRA/history/6#detailedcardmep Lipsește sau este vid: |title= (ajutor)